# Zvětšenina (film)
Zvětšenina (v originále Blowup) je britsko-italský film režiséra Michelangela Antonioniho z roku 1966. Příběh fotografa, který se stal svědkem vraždy, byl natočen na motivy povídky Babí léto (v originále Las Babas del Diablo) argentinského spisovatele Julia Cortázara. Film, vystihující atmosféru „swingujícího Londýna“ 60. let, se stal kultovním dílem.

## Děj
Film je příběhem o fotografovi (David Hemmings), který náhodou pořídí možný důkaz vraždy, do níž by mohla být zapletena žena (Vanessa Redgrave), která navštíví fotografa v jeho studiu. Jak už je pro Antonioniho filmy typické, nemá příběh obvyklou epickou strukturu.
Hlavní hrdina, profesionální fotograf, je představitelem bohatého slavného umělce v Londýně 60. let. Jednoho dne narazí v parku na dva milence, které vyfotografuje. Žena z fotografovaného páru jej sleduje až do bytu a požaduje po něm film. Fotograf pak film zkoumá a zhotoví zvětšeniny, na kterých objeví mrtvé tělo. Obraz je však na zrnitých černobílých snímcích nezřetelný. Zhotovuje další zvětšeniny a pokouší se nalézt pravdu.
Nakonec nalezne v parku mrtvé tělo, avšak tentokrát s sebou nemá fotoaparát. Vrátí se na místo znovu, avšak tělo tam již není.
Film je o realitě, jak ji vnímáme nebo jak si myslíme, že ji vnímáme. Tento aspekt je zdůrazněn v závěrečné scéně, která je jednou z nejpůsobivějších, kdy fotograf sleduje mimickou tenisovou hru, do které se po zaváhání zapojí, když hodí hráčům zpět neviditelný tenisový míč. V následujícím záběru pokračuje ve sledování hry, když tu je náhle slyšet údery míče. Vznikla další verze reality. Poté stojí hlavní hrdina zcela sám na zeleném trávníku v parku, když tu náhle zmizí.

## Ocenění
- Dvě nominace Oscara (režie, scénář – 1967)
- Nominace Zlatý glóbus (1967)
- Filmový festival v Cannes – Grand Prix (1967)